# 2009年東亞運動會桌球比賽
2009年東亞運動會桌球比賽是本屆東亞運新增的比賽項目，於12月3日至7日在國際展貿中心舉行，賽事設8個小項，當中男子估6項。賽事的首兩天為淘汰賽，其後的三天則為決賽，頒發兩至三面金牌。

## 獎牌分佈

### 男子
| 項目                     | 金牌             | 银牌               | 铜牌               |
| 男子英式桌球15個紅球單打 | 田鵬飛 ( 中国)   | ( 中国)            | 吳育綸 ( 中華臺北) |
| 男子英式桌球團體         | 香港             | 中華臺北           | 中国               |
| 男子英式桌球6個紅球單打  | ( 中国)          | 田鵬飛 ( 中国)     | 吳育綸 ( 中華臺北) |
| 男子英式撞球單打         | 黃浩喆 ( )       | 李鉻皆 ( 香港)     | 李俊文 ( 香港)     |
| 男子9號球單打            | 郭志浩 ( 香港)   | 楊清順 ( 中華臺北) | 大井直幸 ( 日本)   |
| 男子1邊克朗球單打        | 森陽一郎 ( 日本) | 町田正 ( 日本)     | 林賢成 ( )         |

### 女子
| 項目                    | 金牌         | 银牌             | 铜牌               |
| 女子9號球單打           | 金佳映 ( )   | 河原千尋 ( 日本) | 林沅君 ( 中華臺北) |
| 女子英式桌球6個紅球單打 | 陳雪 ( 中国) | 畢竹清 ( 中国)   | 車由蘭 ( )         |

1. ↑  . 2009 年第5 屆香港東亞運動會.